# مبارک‌آباد (لنجان)
مبارک‌آباد (لنجان)، روستایی از توابع بخش مرکزی شهرستان لنجان در استان اصفهان ایران است.

## جمعیت
این روستا در دهستان اشیان قرار دارد و براساس سرشماری مرکز آمار ایران در سال ۱۳۸۵، جمعیت آن ۱۷ نفر (۱۱خانوار) بوده‌است.